# Lucius Funisulanus Vettonianus
Lucius Funisulanus Vettonianus est un général et sénateur romain actif sous les règnes des empereurs Flaviens. Il fut avec comme collègue Quintus Corellius Rufus, consul suffisant dans le Nundinium de septembre à octobre 78 apr. J.-C.

## Biographie
Vettonianus a eu un début de carrière peu propice, en tant que tresviri capitales, l'une des magistratures mineures qui composaient les vigintiviri. Anthony Birley ne trouve  que cinq tresviri capitales devenus gouverneurs de provinces impériales consulaires. Il est nommé tribun militaire de la Legio VI Victrix, puis stationné dans la ville de Legio) en Hispania Tarraconensis. Après avoir servi comme questeur en Sicile, en 62 apr. J.-C. il accepte une autre commission en tant que legatus legionis ou commandant de la Legio IV Scythica , stationnée à Zeugma en Syrie. Vettonianus  commande la légion sous la direction de Lucius Caesennius Paetus dans la guerre romaine-parthe de 58-63. La légion est vaincue lors de la bataille de Rhandeia et subit le déshonneur.
Les postes suivants occupés par Vettonianus sont civils : préfet de l'aerarium Saturni (ou du trésor), conservateur de la Via Aemilia et conservateur de l'aquarium ( gestionnaire de l'approvisionnement en eau). Occupé après la mort de Néron, cela prouve qu'il a été réhabilité par Vespasien du déshonneur de Rhandeia. La préfecture de laerarium Saturni pourrait être datée entre environ 74 et environ 76 apr. J.-C., mais la date du reste pose problème.
Après son nudinium en tant que consul, Vettonianus est nommé gouverneur de la Dalmatie en 79 apr. J.-C. et occupe le poste jusqu'en 84. Il est ensuite gouverneur de Pannonie en 85/86, puis  antérieurement  au 5 septembre 85, il gouverne la Mésie supérieure jusqu'en 88 apr. J.-C. Alors qu'il est gouverneur de Moesia Superior, Vettonianus  participe aux guerres daces  recevant la dona militaria.
La carrière de Vettonianus est couronnée par le proconsulat d'Afrique en 91–92 apr. J.-C. INommé à un sacerdoce dans les sodales Augustales et a été promu septemviri epulonum avant sa mort.
La tombe de Vettonianus a été érigée sur la Via Latina . Ses descendants sont Titus Pomponius Antistianus Funisulanus Vettonianus, consul suffect en l'an 121 apr. J.-C., et Funisulana Vettulla, l'épouse de Gaius Tettius Africanus Cassianus Priscus, préfet d'Égypte.